# Dolný Kalník
Dolný Kalník (ungarisch Alsókálnok – bis 1873 Alsókelnik) ist eine Gemeinde im Norden der Slowakei mit 367 Einwohnern (Stand 31. Dezember 2024), die zum Okres Martin, einem Teil des Žilinský kraj, gehört und zur traditionellen Landschaft Turiec gezählt wird.

## Geographie
Die Gemeinde befindet sich im nördlichen Teil des Turzbeckens (slowakisch Turčianska kotlina) im Einzugsgebiet des Turiec. Das Ortszentrum liegt auf einer Höhe von 433 m n.m. und ist fünf Kilometer von Martin entfernt.
Nachbargemeinden sind Dražkovce im Westen und Norden, Záborie im Osten und Horný Kalník im Süden.

## Geschichte
Der spätere Ort entstand auf einem Stück Land, das 1255 terra Obusk hieß, nach einem Mann namens Obusk, der das Land in einem Schenkungsakt von Béla IV. erhielt. Dolný Kalník wurde zum ersten Mal 1375 als duo Kalnok schriftlich erwähnt, nach der Abspaltung aus dem ursprünglichen Ort Kalník. Im 18. Jahrhundert war das Dorf Besitz der Geschlechter Szenessy und Rakovský. 1785 hatte die Ortschaft 11 Häuser und 78 Einwohner, 1828 zählte man 10 Häuser und 79 Einwohner, die als Landwirte beschäftigt waren.
Bis 1918 gehörte der im Komitat Turz liegende Ort zum Königreich Ungarn, kam danach zur Tschechoslowakei beziehungsweise heute Slowakei.
Der Name ist nach dem trüben (slowakisch kalný) Wasser im örtlichen Bach benannt.

## Bevölkerung
| Jahr                | 1994 | 2004    | 2014      | 2024      |
| ------------------- | ---- | ------- | --------- | --------- |
| Anzahl der Personen | 46   | 42      | 179       | 367       |
| Unterschied         |      | −8,69 % | +326,19 % | +105,02 % |

| Jahr                | 2023 | 2024    |
| ------------------- | ---- | ------- |
| Anzahl der Personen | 366  | 367     |
| Unterschied         |      | +0,27 % |

Nach der Volkszählung 2011 wohnten in Dolný Kalník 101 Einwohner, davon 99 Slowaken und ein Tscheche. Ein Einwohner machte keine Angabe zur Ethnie.
35 Einwohner bekannten sich zur römisch-katholischen Kirche und 34 Einwohner zur Evangelischen Kirche A. B. 30 Einwohner waren konfessionslos und bei zwei Einwohnern wurde die Konfession nicht ermittelt.